# 678 Fredegundis
678 Fredegundis је астероид главног астероидног појаса са пречником од приближно 41,80 .
Афел астероида је на удаљености од 3,135 астрономских јединица (АЈ) од Сунца, а перихел на 2,008 АЈ.
Ексцентрицитет орбите износи 0,219, инклинација (нагиб) орбите у односу на раван еклиптике 6,083 степени, а орбитални период износи 1506,718 дана (4,125 године).
Апсолутна магнитуда астероида је 9,02 а геометријски албедо 0,249.
Астероид је откривен 22. јануара 1909. године.